# 百和镇 (泸县)
百和镇，是中华人民共和国四川省泸州市泸县下辖的一个乡镇级行政单位。

## 行政区划
百和镇下辖以下地区：
高洞社区、军大丘村、朱巷村、东林观村、楼方咀村、蒋坝村、四合村、方碑村、骑龙村、兴隆嘴村、东岳村和排楼村。